# Temnaspis vietnamensis
Temnaspis vietnamensis es una especie de coleóptero de la familia Megalopodidae.

## Distribución geográfica
Habita en Vietnam.